# Trnovo (Bitola)
Trnovo (en macédonien Трново) est un village du sud-est de la Macédoine du Nord, situé dans la municipalité de Bitola. Le village comptait 278 habitants en 2002.

## Démographie
Lors du recensement de 2002, le village comptait :
- Macédoniens : 146
- Albanais : 82
- Valaques : 48
- Serbes : 1
- Autres : 1